# 配位键

铵离子中的配位键

在配位化学中，配位鍵（coordinate covalent bond）又稱配位共價鍵，簡稱配鍵，是一種特殊的共價鍵。當共價鍵中共用的電子對是由其中一原子獨自供應時，就稱配位鍵。配位鍵形成後，與一般共價鍵無異。
配位作用（coordination）简称配位，是化合物的“中心原子或离子”被其他“配位原子或基团”围绕，并接受配位原子提供的电子对，使中心原子和配位原子形成配位键的作用。

## 相关概念

### 形成条件
配位键的形成需要两个条件：
- 一是中心原子或离子，它必须有能接受电子对的空轨域；
- 二是配位体，组成y配位体的原子必须能提供配对的孤对电子(L.P)。

當一個路易士鹼供應電子對給路易士酸而形成化合物時，配位鍵就形成。
例如：
氣態氨 {\displaystyle {\ce {NH3(g)}}} 和 氣體三氟化硼 {\displaystyle {\ce {BF3(g)}}}形成固體 {\displaystyle {\ce {NH3BF3(s)}}}
{\displaystyle {\ce {NH3(g)}}}{\displaystyle +}{\displaystyle {\ce {BF3(g) ->NH3BF3(s)}}}

### 化合价
在配位化合物中，由电负性小的元素原子向电负性大的元素原子提供孤对电子形成配位键时，每个有一对孤对电子的前者（电负性小的原子）显示+2价，后者显示-2价。反之，由电负性大的元素原子提供孤对电子与电负性小的元素原子之间形成配位键时，两种元素都无价态变化。

## 常见配位键化合物
- 一氧化碳{\displaystyle {\ce {CO}}}，其中碳氧間的三對共用電子對有一配位鍵，兩個正常共價鍵。
- 銨離子{\displaystyle {\ce {NH4+}}}，其中N原子与左下右的{\displaystyle {\ce {H}}}原子以极性键结合，並与上方的{\displaystyle {\ce {H}}}以配位键结合，由{\displaystyle {\ce {N}}}原子提供一对價电子。
- 水合氫離子{\displaystyle {\ce {H3O+}}}